# جداره فرشی علیپور
جداره فرشی علیپور مربوط به دوره پهلوی اول است و در تبریز، خیابان شریعتی شمالی، کوچه دکتر نوایی (پست خانه قدیم) واقع شده و این اثر در تاریخ ۱۶ دی ۱۳۸۷ با شمارهٔ ثبت ۲۴۴۰۳ به‌عنوان یکی از آثار ملی ایران به ثبت رسیده است.